# Närsarnas Gröttjärn
Närsarnas Gröttjärn eller Närs-Gröttjärnen är en sjö i Ludvika kommun i Dalarna och ingår i Dalälvens huvudavrinningsområde.